# Конкорд (Мічиган)
Конкорд (англ. Concord) — селище (англ. village) в США, в окрузі Джексон штату Мічиган. Населення — 1085 осіб (2020).

## Географія
Конкорд розташований за координатами 42°10′37″ пн. ш. 84°38′44″ зх. д. / 42.17694° пн. ш. 84.64556° зх. д. (42.176996, -84.645489).  За даними Бюро перепису населення США в 2010 році селище мало площу 4,20 км², з яких 3,88 км² — суходіл та 0,32 км² — водойми.

## Демографія
Згідно з переписом 2010 року, у селищі мешкало 1050 осіб у 412 домогосподарствах у складі 293 родин. Густота населення становила 250 осіб/км².  Було 484 помешкання (115/км²).
Расовий склад населення:
| - 99,0 % — білих - 0,3 % — чорних або афроамериканців - 0,1 % — корінних американців - 0,1 % — азіатів |

До двох чи більше рас належало 0,4 %. Частка іспаномовних становила 1,8 % від усіх жителів.
За віковим діапазоном населення розподілялося таким чином: 26,0 % — особи молодші 18 років, 58,4 % — особи у віці 18—64 років, 15,6 % — особи у віці 65 років та старші. Медіана віку мешканця становила 40,9 року. На 100 осіб жіночої статі у селищі припадало 95,5 чоловіків;  на 100 жінок у віці від 18 років та старших — 89,1 чоловіків також старших 18 років.
Середній дохід на одне домашнє господарство  становив 52 082 долари США (медіана — 44 130), а середній дохід на одну сім'ю — 60 873 долари (медіана — 49 063). Медіана доходів становила 41 927 доларів для чоловіків та 38 571 долар для жінок. За межею бідності перебувало 13,0 % осіб, у тому числі 11,2 % дітей у віці до 18 років та 8,5 % осіб у віці 65 років та старших.
Цивільне працевлаштоване населення становило 435 осіб. Основні галузі зайнятості: виробництво — 20,9 %, освіта, охорона здоров'я та соціальна допомога — 18,9 %, сільське господарство, лісництво, риболовля — 11,0 %, будівництво — 10,1 %.